# Grammonota trivittata georgiana
Grammonota trivittata là một loài nhện trong họ Linyphiidae.
Loài này thuộc chi Grammonota. Grammonota trivittata georgiana được Ralph Vary Chamberlin & Wilton Ivie miêu tả năm 1944.